# ユース・シンフォニー

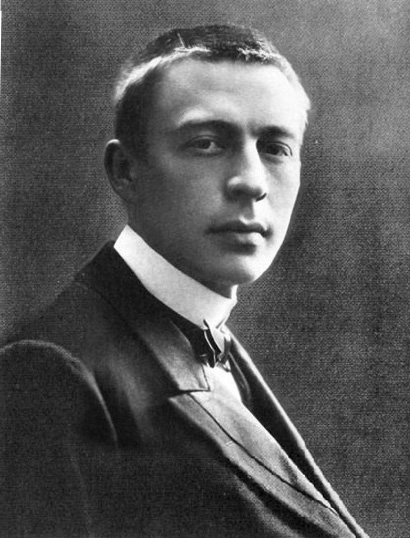
1892年のラフマニノフ

「ユース・シンフォニー ニ短調」（英語：Youth Symphony in D minor）は、モスクワ音楽院在籍中のセルゲイ・ラフマニノフ少年が完成を目論みながらも、アレグロの断章のみに終わった習作交響曲に付けられた通称である。最初の着想は13歳のときに遡ると言われるが、現存する唯一の楽章は1891年まで完成されなかった。

## 作曲の経緯
モスクワ音楽院のピアノ科を成績優秀のため1年繰り上げで卒業したラフマニノフは引き続き作曲科に在籍し、卒業試験課題として交響曲とオペラの作曲を求められた。その結果生み出されたのが歌劇『アレコ』とこの『ユース・シンフォニー』である。1891年9月28日に完成した。

## 作品の概要
序奏付きのソナタ形式。グラーヴェ、ニ短調、4分の4拍子の序奏で開始される。低弦の下降音形にホルンが応じ、間もなくヴァイオリンに緩やかに浮遊する旋律が現れる。低弦の対旋律と絡み合い、ティンパニのロールの上で歌いかわし、盛り上がってゆくとアレグロ、8分の6拍子の主部に突入する。弦楽器にリズミカルな力強い主題が現れる。チャイコフスキーの交響曲第4番第1楽章の第1主題を彷彿とさせる。この主題が一通り確保されるとヘ長調の牧歌的な第2主題がクラリネットに現れる。弦楽器に受け渡され、たっぷりと歌われてゆく。突如第1主題が響いて展開部となる。第2主題もさらに派手に響き、第1主題が激しい頂点をつくるといったん静まり、再現部となる。コーダではグラーヴェで金管にどっしりとした旋律が現れる。再び速度を元に戻し、弦楽器の舞曲的な動きに金管の下降音形がぶつかり、断ち切るようにニ短調主和音上に勢いよく曲を閉じる。